# Bladen megye
Bladen megye az Amerikai Egyesült Államokban, azon belül Észak-Karolina államban található. Megyeszékhelye és legnagyobb városa Elizabethtown. Lakosainak száma 29 606 fő (2020. április 1.). Bladen megye Cumberland, Sampson, Pender, Columbus és Robeson megyékkel határos.

## Népesség
A megye népességének változása:
| Lakosok száma | 35 181 | 35 019 | 34 948 | 34 843 | 34 318 | 29 606 |
|               | 2010   | 2011   | 2012   | 2013   | 2015   | 2020   |